# ヘロニモ・ヒメネス

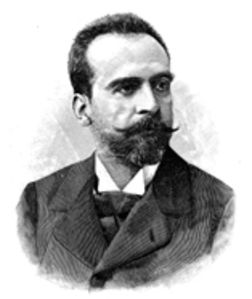
ヘロニモ・ヒメネス・ベリド

ヘロニモ・ヒメネス・ベリド (Gerónimo Giménez y Bellido, 1854年10月10日 - 1923年2月19日) はスペインの後期ロマン派に属する作曲家、指揮者。

## 人物
セビリアに生まれ、父親から音楽教育を受ける。隣県カディスにおいて、画家サルバドール・ビニエグラに師事する。その後、パリ音楽院に学び、1885年に帰国。同年、マドリードにあるアポロ劇場の指揮者に就任する。ほぼすべての作品は初演がマドリードである。マドリードで死去。
サルスエラ (La Zarzuela) と呼ばれる歌劇に相当するスペイン独自の音楽様式を中心に作曲を続けた。室内楽と交響楽の作品もある。代表作は1896年初演のルイス・アロンソの舞踏会、1897年初演のルイス・アロンソの結婚式と、1900年初演のテンプラニカである。
サルスエラは1657年、スペインの首都マドリードにおいて、国王フェリペ4世の前で演奏するために作られた歌を伴う喜劇 "El Laurel de Apolo" に由来する様式。サルスエラという名前は、イバラ（スペイン語zarza）に覆われた王の狩小屋にちなんで付けられた。18世紀にはスペインの風俗、民俗を題材とした曲が現れ、ヒメネスが活躍した19世紀にはイタリアのオペレッタから独立したスペインの歌劇がサルスエラであると位置付けられ、大衆的な歌劇となった。

## 代表曲

### サルスエラ
- ルイス・アロンソの舞踏会
- ルイス・アロンソの結婚式  https://www.youtube.com/watch?v=UMCB4x6PLPU
- テンプラニカ
- ソレアレス

アンダルシア地方の舞踏を伴う民謡に題材を取ったもの